# Городково (Калінінградська область)
Городково (рос. Городково) — селище Славського району, Калінінградської області Росії. Входить до складу Ясновського сільського поселення.
Населення —  378 осіб (2015 рік). 

## Населення
| 1938 | 2002 | 2010 |
| ---- | ---- | ---- |
| 266  | ↗335 | ↗378 |